# Virágh Géza
Virágh Géza, született: Blum Gerzson, névváltozatok: Virág, B. Virágh (Budapest, 1873. január 31. – Budapest, 1940. április 26.) újságíró.

## Életútja
Blum Ármin és Müller Janka fiaként született. Kereskedelmi és reáliskolai érettségi után a hírlapírói pályára lépett. 1893-tól az Ország-Világ segédszerkesztője volt. 1902. február 8-án Budapesten, az Erzsébetvárosban feleségül vette a nála hat évvel fiatalabb Hofman Fridát. 1905-ben megalapította az első várospolitikai szaklapot, a Független Budapest c. hetilapot. Halálát szervi szívbaj okozta.
Cikkeket és költeményeket írt a Képes Családi Lapokba (1892., 1894.). Az Ország-Világba (1894–95., 1898–1900. A tatai grófok. Jókai Mór és neje).

## Munkái
- A magyar színművészet. Bpest, 1900.
- Höcker Pál Oszkár, Érdekházasságok. Regény képekkel, ford. Uo. 1902.